# Die Mensch-Maschine

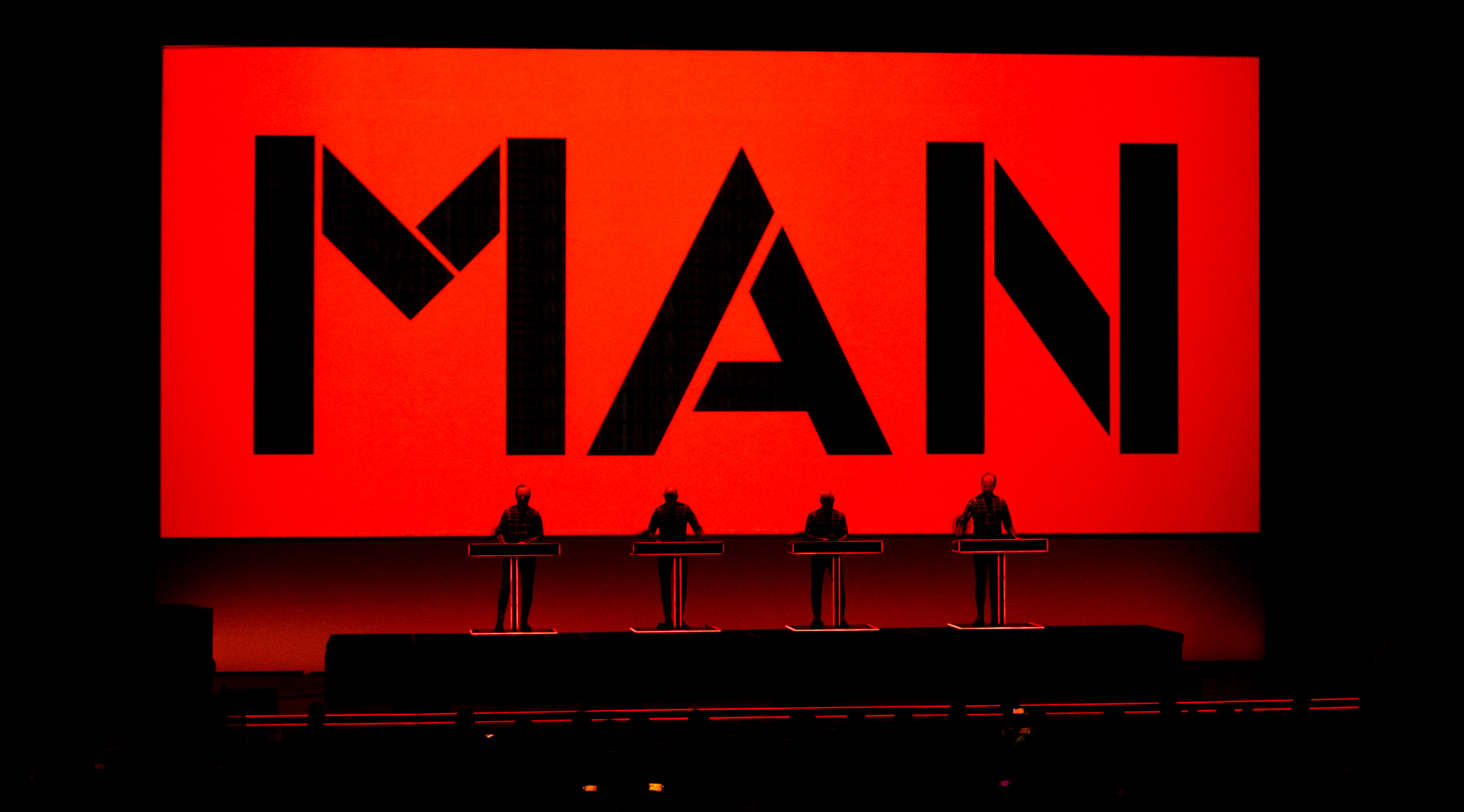
Kraftwerk podczas wykonywania tytułowego utworu w Royal Albert Hall w Londynie, 2017

Die Mensch-Maschine (pol. Człowiek-maszyna) – siódmy album niemieckiego zespołu Kraftwerk, wydany w 1978 roku.
Nagrania powstały w należącym do muzyków Kling Klang Studio w Düsseldorfie. Dalsze prace nad brzmieniem odbywały się w Studio Rudas, w tym samym mieście. Materiał nagrano w dwóch wersjach językowych: niemieckiej i angielskiej, zatytułowanej The Man-Machine. Tematem płyty w dużej mierze były relacje człowieka z robotami, a utwór „Metropolis” nawiązywał do niemieckiego filmu z lat 20. pod tym samym tytułem wyreżyserowanego przez Fritza Langa. Szata graficzna płyty została zainspirowana twórczością rosyjskiego artysty suprematystycznego Ela Lissitzky’ego.
Na płycie znalazł się popularny utwór „Die Roboter” („The Robots”), a także największy przebój zespołu, „Das Model” („The Model”). Sam album również spotkał się z sukcesem na listach sprzedaży, plasując się w top 20 w Niemczech i Austrii, a ostatecznie także top 10 w Wielkiej Brytanii. Płyta wywarła bardzo duży wpływ na rozwój gatunku synth pop i brytyjski nurt new romantic.

## Lista utworów
Podany czas trwania utworów tyczy się wydań winylowych. Ich długość na wydaniach kompaktowych i cyfrowych może nieco się różnić.

### Wersja niemiecka
Strona A
| 1. | „Die Roboter” (Ralf Hütter, Florian Schneider, Karl Bartos) | 6:11  |
|    |                                                             |       |
| 2. | „Spacelab” (Ralf Hütter, Karl Bartos)                       | 5:51  |
|    |                                                             |       |
| 3. | „Metropolis” (Ralf Hütter, Florian Schneider, Karl Bartos)  | 5:59  |
|    |                                                             |       |
|    |                                                             | 18:01 |
|    |                                                             |       |
Strona B
| 4. | „Das Model” (Ralf Hütter, Karl Bartos)                    | 3:38  |
|    |                                                           |       |
| 5. | „Neonlicht” (Ralf Hütter, Florian Schneider, Karl Bartos) | 9:03  |
|    |                                                           |       |
| 6. | „Die Mensch-Maschine” (Ralf Hütter, Karl Bartos)          | 5:28  |
|    |                                                           |       |
|    |                                                           | 18:09 |
|    |                                                           |       |

### Wersja angielska
Strona A
| 1. | „The Robots” (Ralf Hütter, Florian Schneider, Karl Bartos) | 6:11  |
|    |                                                            |       |
| 2. | „Spacelab” (Ralf Hütter, Karl Bartos)                      | 5:51  |
|    |                                                            |       |
| 3. | „Metropolis” (Ralf Hütter, Florian Schneider, Karl Bartos) | 5:59  |
|    |                                                            |       |
|    |                                                            | 18:01 |
|    |                                                            |       |
Strona B
| 4. | „The Model” (Ralf Hütter, Karl Bartos, Emil Schult)         | 3:38  |
|    |                                                             |       |
| 5. | „Neon Lights” (Ralf Hütter, Florian Schneider, Karl Bartos) | 9:03  |
|    |                                                             |       |
| 6. | „The Man-Machine” (Ralf Hütter, Karl Bartos)                | 5:28  |
|    |                                                             |       |
|    |                                                             | 18:09 |
|    |                                                             |       |

## Twórcy
Kraftwerk
- Ralf Hütter – wokal, vocoder, syntezator, keyboard, orchestron, sekwencer Synthanorma, teksty utworów, pomysł albumu i produkcja
- Florian Schneider – vocoder, votrax, syntezator, pomysł albumu i produkcja
- Karl Bartos – perkusja elektroniczna
- Wolfgang Flür – perkusja elektroniczna

Współpracownicy
- Leanard Jackson – inżynier dźwięku, miksowanie, mastering
- Joschko Rudas – inżynier dźwięku
- Henning Schmitz – inżynier dźwięku
- Emil Schult – współautor tekstu utworu „The Model”
- Karl Klefisch – grafika na okładce
- Günther Fröhling – zdjęcia

## Pozycje na listach
| Kraj              | Pozycja |
| ----------------- | ------- |
| Australia         | 56      |
| Austria           | 15      |
| Francja           | 14      |
| Holandia          | 29      |
| Niemcy            | 12      |
| Stany Zjednoczone | 130     |
| Szwecja           | 24      |
| Wielka Brytania   | 9       |

## Certyfikaty
| Kraj            | Certyfikat  | Sprzedaż |
| --------------- | ----------- | -------- |
| Wielka Brytania | złota płyta | 100 000  |